# Менефі (формація)

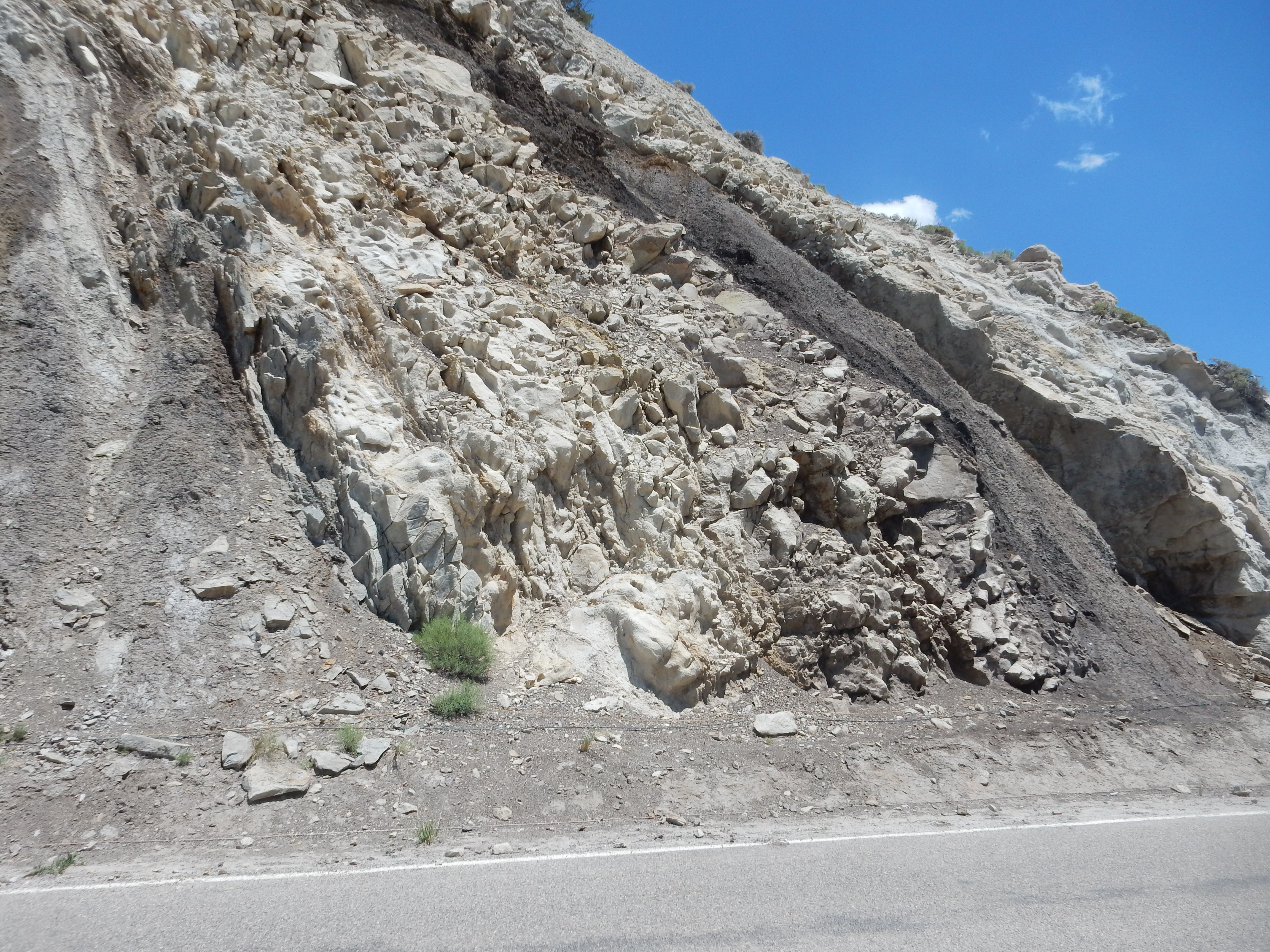
Утворення Менефі на дорозі, що прорізає хребет, поблизу Куби, Нью-Мексико

Формація Менефі — геологічна формація у штатах Колорадо та Нью-Мексико (США). Датується нижнім кампанським ярусом.

## Опис
Формація Менефі складається з річкового пісковика, сланців і вугілля. На підставі біостратиграфії амонітів вік формації Менефі оцінюється в межах 84,2-79 млн років, на підставі присутності Baculites plexus у пісковику Кліфф-Гаус, що лежить вище, і амонітів пізнього сантону в пісковику Пойнт-Лукаут, що лежить нижче. 
Група Месаверде в басейні Сан-Хуан показує послідовність морської регресії — трансгресії західного краю Західного внутрішнього моря. Формація Менефі була відкладена на піку регресії у вигляді відкладень у дельті річки та узбережних болотах і включає численні вугільні пласти.  
Формація відкрита в національному парку Чако-Каньйон, де багато вугільних пластів було спалено, і утворились характерні відслонення червоного шлаку. 

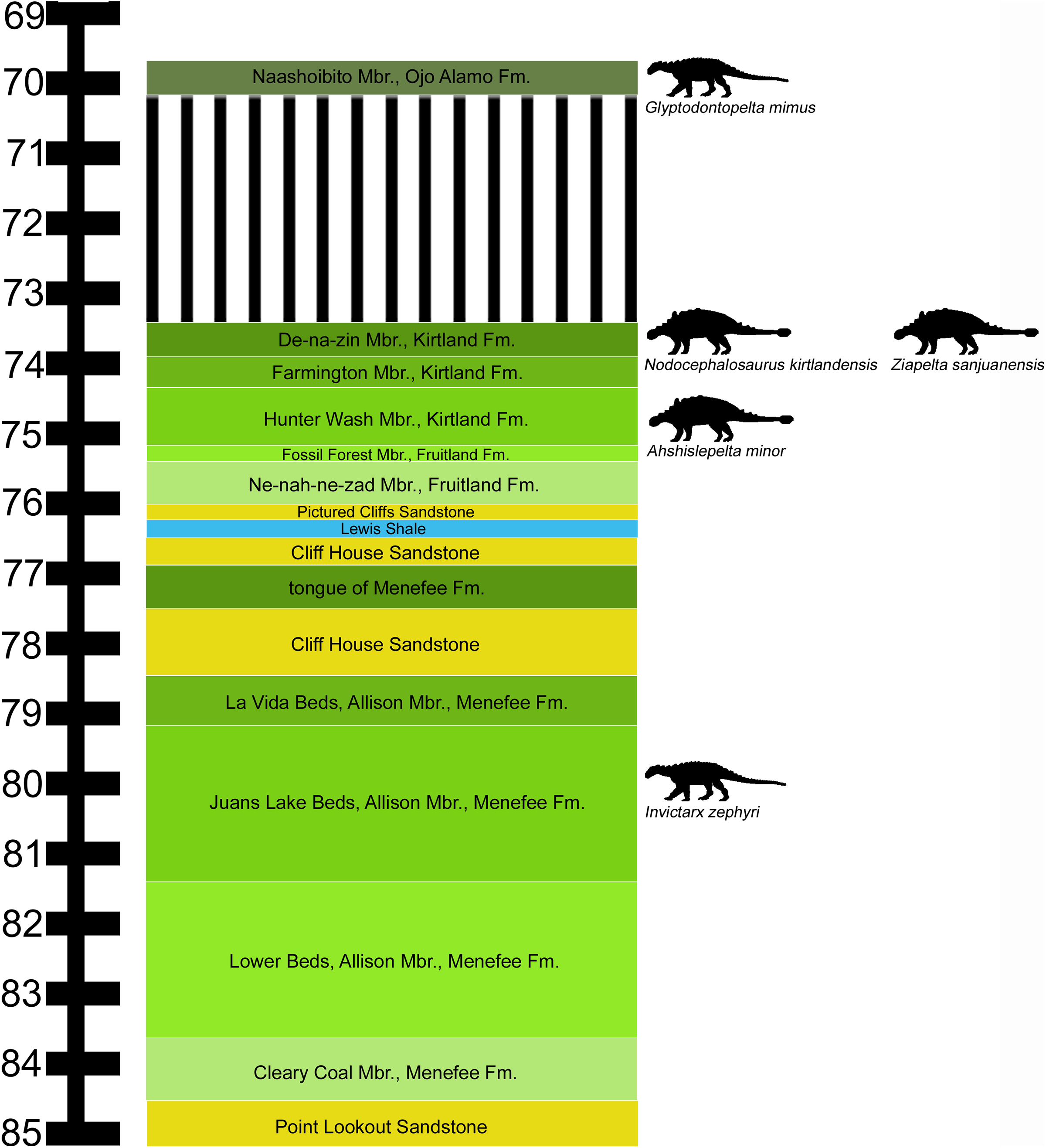
Стратиграфія верхньої крейди басейну Сан-Хуан

## Скам'янілості
Формація Менефі містить скам'янілості черепах, риб і крокодилів, а також фрагментарні докази гадрозаврів, анкілозаврів і цератопсів. Скам'янілі рештки рослин включають відбитки листя пальм, хвойних дерев, лаврових, гамамелісових та камелій. Флора вкзує на вологе субтропічне середовище. 

### Фауна хребетних
Кілька хребетних були знайдені у формації Менефі, включно з проміжними залишками баенід, трионіхід і дромеозаврид. 
| Динозаври         | Динозаври     | Динозаври                | Динозаври | Динозаври                                                                                     | Динозаври  | Динозаври |
| Рід               | Види          | Стратиграфічне положення | Матеріал | Примітки                                                                                      | Зображення |           |
| ----------------- | ------------- | ------------------------ | --- | --------------------------------------------------------------------------------------------- | ---------- | --------- |
| Анкілозавр        | Невизначений  | - Allison Member         | Численні часткові остеодерми. | Невизначені останки анкілозавра.                                                              |            |           |
| Dynamoterror      | D. dynastes   | - Allison Member         | Лобові частини, фрагментарні центри хребців, фрагменти дорсальних ребер, п'ясткової кістки, надацетабулярного гребеня клубової кістки, невизначені фрагменти довгих кісток і фаланг. | Тиранозаврид , відомий за фрагментарними останками.                                           |            |           |
| Hadrosauridae     | Невизначений  | - Allison Member         | Проксимальний відділ стегнової кістки, дистальний відділ плеснової кістки, фрагменти щелепи, променевої кістки, ліктьової кістки, хвостових хребців і дистального відділу гомілки. | Невизначені залишки гадрозаврида.                                                             |            |           |
| Invictarx         | I. zephyri    | - Allison Member         | Дорсальні фрагменти ребер, дорсальні хребці, дистальний кінець плечової кістки, дистальний кінець ліктьової кістки, проксимальні кінці променевих кісток, неповна п'ясткова кістка та численні неповні та повні остеодерми. | Нодозаврид, схожий на Glyptodontopelta з формації Ojo Alamo .                                 |            |           |
| Menefeeceratops   | M. sealeyi    | - Член Allison           | Часткова передщелепна кістка, майже повний заочноямковий ріг, лускоподібні кістки, неповна тім'яна, яремна, передзубна кістка, зубна кістка, шийний хребець, дорсальні хребці, крижові хребці, дорсальні ребра, клубова кістка, променева кістка, проксимальна та дистальна частини ліктьової кістки, плесна, стегнова кістка і дистальний кінець малогомілкової кістки. | Найстаріший центрозаурин                                                                      |            |           |
| Ornatops          | O. incantatus | - Allison Member         | Частково передщелепна, заочноямкова, лускоподібна кістка, квадрати, дах черепа, мозкова кістка, частково спинні хребці, спинне ребро, окостенілі сухожилля, лопатка, проксимальний кінець плечової кістки, ліктьова кістка без проксимального кінця, променева кістка без проксимального кінця, п'ясткові кістки та неповний лобок і сідничної кістки.                   | Перший брахілофозаврин, зареєстрований у Нью-Мексико, є найпівденнішим місцем знахідки клади. |            |           |
| Saurornitholestes | S. sp         | - Allison Member         | Частковий зуб. | Заурорнітолестиновий дромеозаврид, представлений одним ізольованим зубом.                     |            |           |
| Tyrannosauridae   | Невизначений  | - Allison Member         | Лопатка, плесна, стовбур переднього грудного ребра, заочноямковий і бічний зуб. | Невизначені залишки тиранозаврида .                                                           |            |           |

| Крокодили     | Крокодили    | Крокодили                | Крокодили | Крокодили                                                                                       | Крокодили  | Крокодили |
| Рід           | види         | Стратиграфічне положення | матеріал | Примітки                                                                                        | Зображення |           |
| ------------- | ------------ | ------------------------ | --- | ----------------------------------------------------------------------------------------------- | ---------- | --------- |
| Крокодил      | Невизначений | - Allison Member         | Фрагмент щелепи, зуби та щитки.                                                                                        | Невизначені решткикрокодилів.                                                                   |            |           |
| Brachychampsa | B. sealeyi   | - Allison Member         | Частковий череп, пов'язана часткова права нижня щелепа, часткова гілка лівої нижньої щелепи та майже повна остеодерма. | Нижня щелепа зберігає сліди укусів, які могли бути нанесені іншим алігатороїдом.                |            |           |
| Дейнозух      | D. sp        | - Allison Member         | Шість остеодерм, хвостових хребців і осколковий зуб.                                                                   | Один з найдавніших випадків появи роду на Ларамідському континенті та в усій Північній Америці. |            |           |

| Baenidae     | Невизначений | - Allison Member | Фрагменти панцира та фрагменти пластрона.                      | Невизначені залишки баенід.         |
| Тестудіни    | Невизначений | - Allison Member | Дуже фрагментарний частковий карапакс і пластрон.              | Невизначені залишки черепахи.       |
| Trionychidae | Невизначений | - Член Allison   | Майже повний костал, фрагменти панцира та фрагменти пластрону. | Залишки індетермінантних трионіхид. |

## Економічне значення
З початку 20-го сторіччя у формації Менефі активно розробляли вугілля.  Родовище Монеро в окрузі Ріо-Арріба, штат Нью-Мексико, видобувалося з 1880-х до початку 1920-х років для Західної залізниці Денвера та Ріо-Гранде, але хоча вугілля тут хорошої якості, вугільні пласти відносно тонкі, а місцевість пересічена. Залишкові запаси становлять близько 13,5 мільйонів тонн, що недостатньо для економічного використання у 21 столітті. 

## Історія
Формація Менефі була вперше описана В. Г. Голмсом у 1877 році під час дослідження Гайдена як «середня вугільна група» формації Месаверде.  У 1919 році А. Дж. Кольєр переіменував цей підрозділ як формацію Менефі та підняв формацію Месаверде до рангу групи. 